# إي. ر. بريثويت
إي. ر. بريثويت (بالإنجليزية: E. R. Braithwaite) هو كاتب ودبلوماسي غياني، ولد في 27 يونيو 1912 في جورج تاون في غيانا، وتوفي في 12 ديسمبر 2016 في روكفيل في الولايات المتحدة بسبب ذات الرئة.

## وصلات خارجية
- إي. ر. بريثويت على موقع IMDb (الإنجليزية)
- إي. ر. بريثويت على موقع إن إن دي بي (الإنجليزية)
- إي. ر. بريثويت على موقع قاعدة بيانات الفيلم (الإنجليزية)